# Umberto Giordano

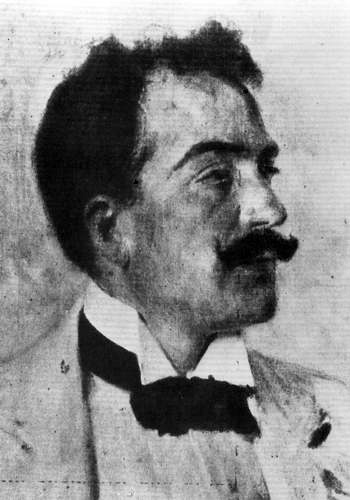
Umberto Giordano (1896)

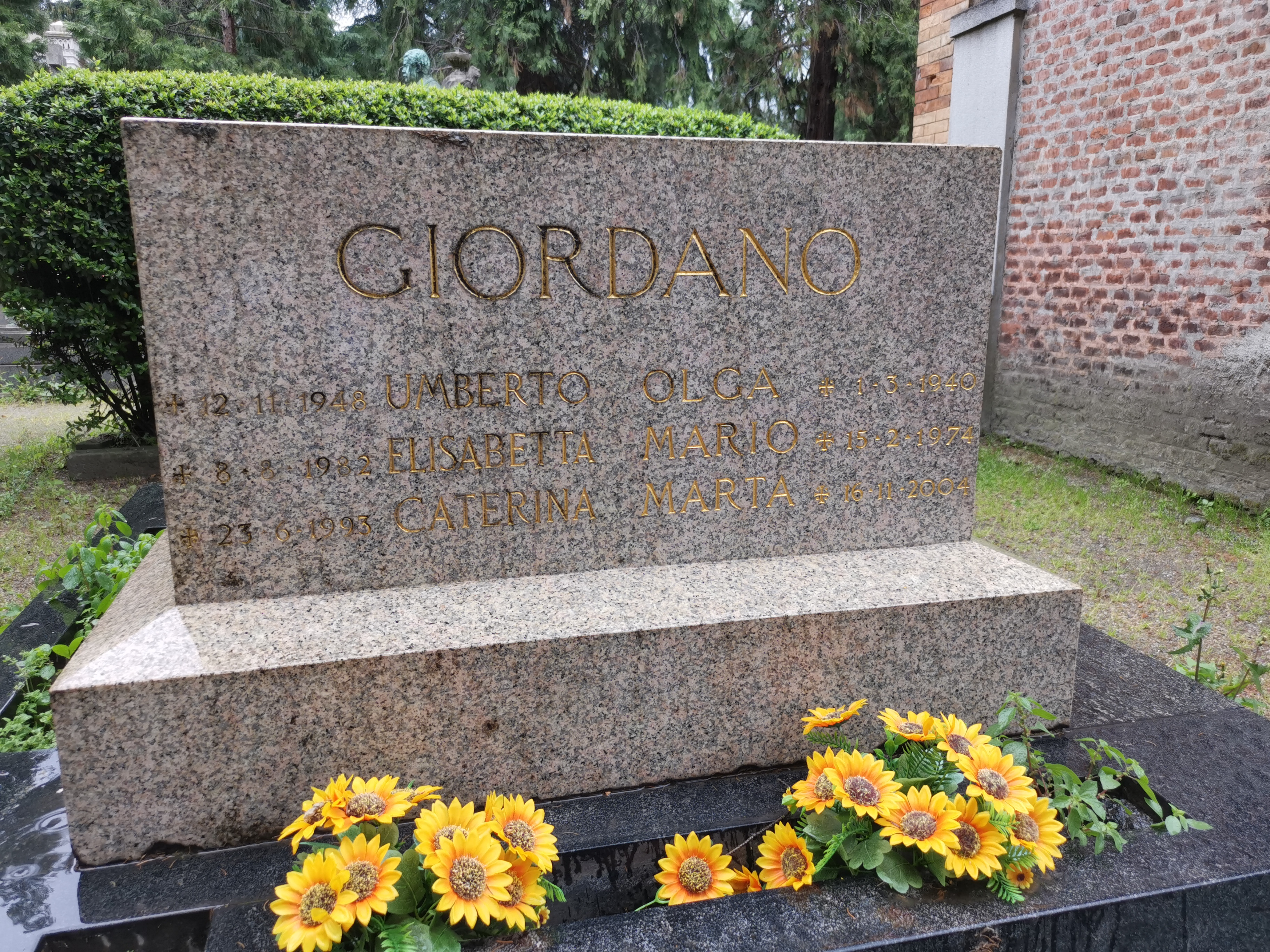
Grab auf dem Cimitero Monumentale Mailand

Umberto Menotti Maria Giordano (* Foggia 28. August 1867; † Mailand 12. November 1948) war ein italienischer Komponist.

## Leben und Wirken
Bei der Aufnahmeprüfung im Konservatorium seiner Heimatstadt fiel Giordano zunächst durch; danach war er Privatschüler bei Paolo Serrao, einem Lehrer am Konservatorium von Neapel. Im Jahr 1882 trat er in diese Lehranstalt ein und studierte bis zum Jahr 1890 Klavier, Tonsatz, Instrumentation und Dirigieren; bei Paolo Serrao wurde er außerdem in szenischer Komposition unterwiesen. Seine erste Oper Marina schrieb er für einen gehobenen Wettbewerb des Verlagshauses Sonzogno im Jahr 1888. Giordano war hier der jüngste von 73 Kandidaten und erreichte im Wettbewerb den 6. Platz. Pietro Mascagni hat später einen Akt dieses Werks in seiner Oper Cavalleria rusticana eingebaut. Giordano hat im Zuge dieses Wettbewerbs das Interesse des genannten Verlagshauses für den Auftrag einer Oper für die Saison 1891/92 geweckt. Daraufhin entstand die Oper Mala vita (Libretto: Nicola Daspuro 1889, inspiriert von den Volkstümlichen Szenen aus Neapel in drei Akten von Salvatore Di Giacomo und Goffredo Cognetti). Dieses Drama dreht sich um einen Arbeiter, der die Rettung einer Prostituierten gelobt, wenn er dafür die Genesung von seiner Tuberkulose erreicht. Als die Oper 1892 in Rom aufgeführt wurde, löste sie wegen ihrer allzu realistischen Darstellung neapolitanischer Missstände einen Skandal aus und wurde bis zu ihrer Umarbeitung 1897 zurückgezogen. Immerhin machte diese Oper auf den neuartigen Ausdruck des beginnenden Stils des Verismus aufmerksam. Sie wurde noch im gleichen Jahr an der Wiener Staatsoper, an der Berliner Kroll-Oper und in Prag mit großer Zustimmung aufgeführt.
Mit seiner nächsten Oper Regina Diaz (1894, Libretto: Giovanni Targioni-Tozzetti und Guido Menasci, eine Bearbeitung des Stoffs der Oper Maria di Rohan von Gaetano Donizetti) versuchte Giordano eine mehr romantische Richtung. Sie hatte jedoch nur geringen Erfolg und wurde nur zwei Mal aufgeführt. Nach diesem Misserfolg zog der Komponist wegen der engen Zusammenarbeit mit seinem Librettisten Luigi Illica nach Mailand und kehrte zum veristischen Stil zurück. Er lebte abwechselnd in Mailand (Heirat mit Olga Spatz 1896) und in seiner Villa in Baveno am Lago Maggiore. Es entstand sein später bekanntestes Werk Andrea Chénier (1896, Libretto: Luigi Illica) auf der Grundlage des Lebens des französischen Dichters André Chénier (1762–1794). Auch Fedora war erfolgreich und wird heute noch öfters aufgeführt. Weitere Erfolge waren die Opern Siberia (Mailänder Scala 1903) und Mese mariano (Teatro Massimo in Palermo 1910). Im Jahr 1924 kam die Oper Madame Sans-Gêne (Komposition 1915) an der Metropolitan Opera in New York unter Arturo Toscanini zur Uraufführung. Spätere Werke hatten nur mäßigen Erfolg, zum Beispiel La cena delle beffe (Das Mahl der Spötter, 1924) oder Il Ré (Der König, 1929); beide wurden ebenfalls von Arturo Toscanini dirigiert.
Giordano hat noch weitere lyrische Opern geschrieben, darüber hinaus eine gewisse Anzahl Klavierstücke, Vokalwerke und Motetten sowie eine Symphonische Dichtung. Obwohl er noch verschiedene andere Pläne zu Bühnenwerken hatte, hat er nach 1929 keine weiteren mehr kompositorisch umgesetzt, wohl wegen der Erkenntnis, dass inzwischen das Kino die Oper als populäre Gattung abgelöst hatte.

## Bedeutung
Neben Giacomo Puccini, Pietro Mascagni und Ruggiero Leoncavallo gilt Umberto Giordano mit seinen effektvollen Opern als der bedeutendste Vertreter des Verismus. Er ist vor allem Dramatiker; seine übrigen Werke stehen im Schatten seiner Opern. Deren bedeutendste, Andrea Chénier, ist nach wie vor auf den internationalen Spielplänen zu finden, während Fedora erst seit den 1980er Jahren wieder auf vermehrtes Interesse stößt. Alle anderen Werke konnten sich trotz anfänglicher großer Erfolge nicht dauerhaft durchsetzen. In Andrea Chénier und Fedora gelingt es Giordano mit großem Geschick, sein melodisches Talent für die veristische Dramaturgie nutzbar zu machen: ein Gesangsstil, der zwischen Parlando und ariosen Passagen abwechselt, der den Sängern jedoch nicht so viel Hochspannung abverlangt wie bei Mascagni, wird durch ein farbiges Orchester unterstützt, welches aber niemals in den Vordergrund tritt, sondern die zahlreichen theaterwirksamen Wendungen der teilweise kolportagehaften Handlung begleitet. In seiner letzten abendfüllenden Oper La cena delle beffe gelingt Giordano eine Verfeinerung der Orchestertechnik bei weitgehend deklamatorischer Behandlung der Gesangsstimmen. Von seinem übrigen kompositorischen Schaffen stellt Piedigrotta eine Orchesterdichtung voller kühner naturalistischer Klangkombinationen dar.
In seiner Geburtsstadt Foggia sind nach ihm das Musik-Konservatorium und das Städtische Theater benannt. Darüber hinaus trägt ein Platz seinen Namen: zuvor wurde das dort befindliche Mahnmal der Gefallenen auf die Piazza Italia verlegt, und an dessen Stelle steht seit 1961 Giordanos Statue, umringt von einem Kranz von Figuren aus seinen wichtigsten Opern. Im Zusammenhang mit Foggia wird aus dem Leben Giordanos noch folgende Begebenheit berichtet: Als Mala vita 1892 aufgeführt worden war, wurde Giordano eingeladen, einige Stücke auf dem Klavier beim Club Dauno in Foggia zu spielen. Als er aber mitten im Vortrag während des Spiels vom Klavier aufsah, bemerkte der Komponist, dass sich einige Leute an die Tische setzten, um Karten zu spielen, anstatt zuzuhören. Dieser Vorfall führte zu einem lange dauernden Bruch zwischen Giordano und seiner Geburtsstadt, mit der er sich erst 1928 wieder versöhnte.
In neuerer Zeit ist eine Arie aus Andrea Chénier, „La mamma morta“, gesungen von Maria Callas, einer breiteren Öffentlichkeit bekannt geworden durch ihre Verwendung in dem Film Philadelphia (Regie: Jonathan Demme 1993).

## Werke (Auswahl)
- Bühnenwerke
  - Marina (1888, nicht aufgeführt)
  - Mala vita (1892), Neufassung als Il voto (1897)
  - Regina Diaz (1894)
  - Andrea Chénier (1896)
  - Fedora (1898)
  - Siberia (1903), revidierte Fassung 1927
  - Marcella (1907)
  - Mese mariano (1910)
  - Madame Sans-Gêne (1915, deutsche Erstaufführung Breslau 1930)
  - Giove a Pompei (1921)
  - La cena delle beffe (1924)
  - L’astro magico, Ballett (1928)
  - Il Ré (1929)
  - La festa del Nilo (unvollendet)
- Vokalmusik
  - Come farfalla, romanza (etwa 1891)
  - Amor di madre, romanza (1901)
  - Crepuscolo triste, romanza (1904)
  - Per non soffire, romanza (1917)
  - Sei liriche (1919)
  - E’ l’april che torna a me (1932)
  - Tre vocalizzi nello stile moderno (1932)
  - Inno del decennale (Hymne zum zehnjährigen Jubiläum der Machtergreifung Benito Mussolinis) für Chor und Orchester (1933)
  - Mensa regalis, Lauda für Chor und Orgel (erschienen Bergamo 1951)
  - Lieder
- Instrumentalmusik
  - Piedigrotta, Symphonische Dichtung
  - Gerbes du feu, Scherzo für Klavier (1890)
  - Idillio für Klavier (1890)
  - Cocktail, Danza für Klavier (1906)
  - Largo e Fuga für Streicher, Harfe und Orgel oder Harmonium (erschienen Mailand 1949)